# Nakano (Nagano)
Nakano (中野市 Nakano-shi?) es una ciudad localizada en la prefectura de Nagano, Japón. En marzo de 2019 tenía una población de 42.664 habitantes en 15.649 hogares y una densidad de población de 380 personas por km². Su área total es de 112,18 km².

## Geografía

### Municipios circundantes
- Prefectura de Nagano
  - Iiyama
  - Nagano
  - Obuse
  - Takayama
  - Yamanouchi
  - Kijimadaira
  - Iizuna

## Demografía
Según datos del censo japonés, la población de Nakano alcanzó su punto máximo alrededor del año 2000 y ha disminuido ligeramente desde entonces.
| Año del censo | Población |
| ------------- | --------- |
| 1970          | 43.111    |
| 1980          | 44.895    |
| 1990          | 46.468    |
| 2000          | 47.845    |
| 2010          | 45.643    |